# Humber (fiume Canada)
Il fiume Humber è, insieme al fiume Don, uno dei due fiumi che circondano l'originario insediamento di Toronto, lungo la riva del Lago Ontario. Con una estensione di circa 908 chilometri quadrati, il suo bacino è il più grande della regione di Toronto.

## Geografia

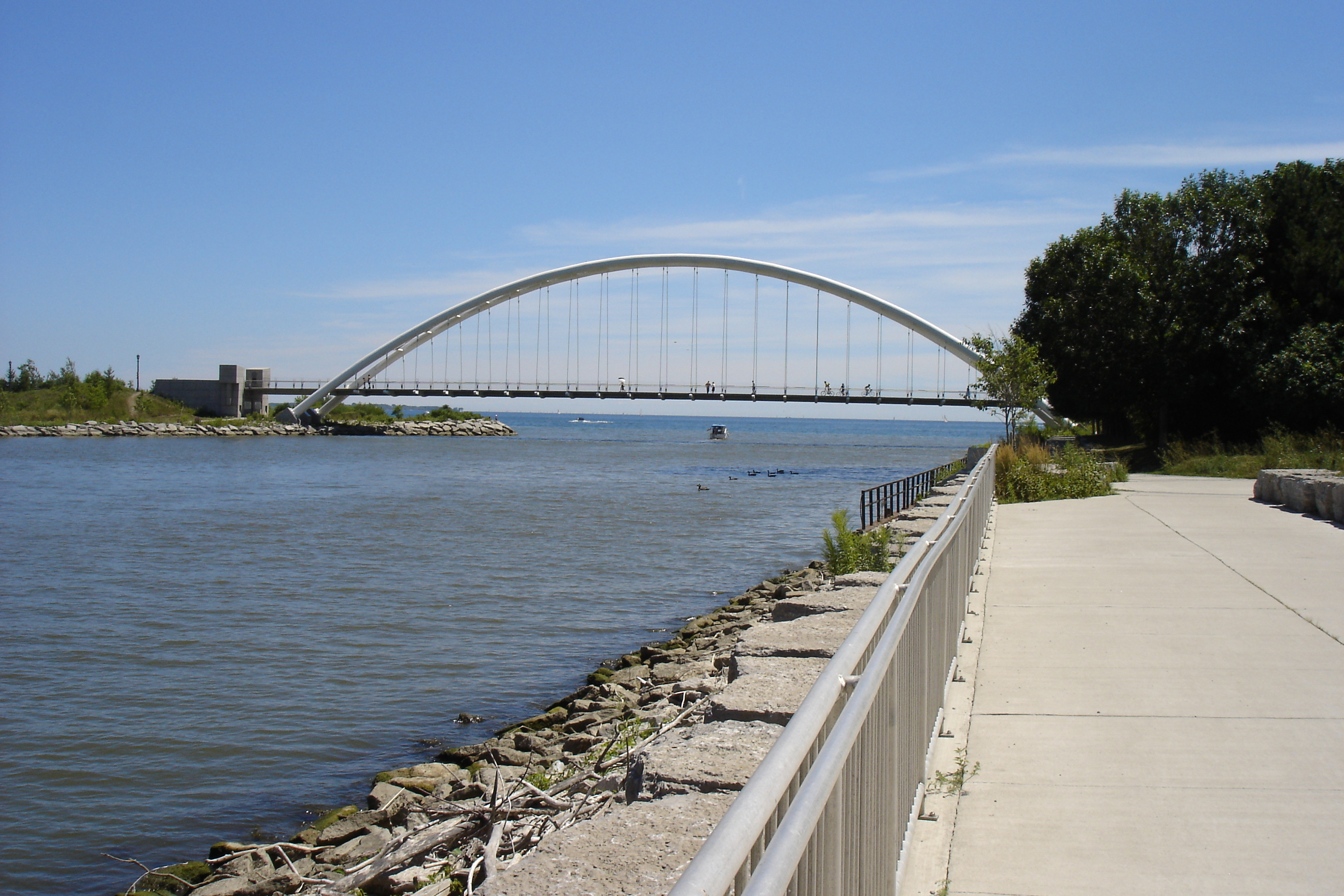
Il Humber Bay Arch Bridge alla foce del fiume

Il fiume è lungo complessivamente circa 100 chilometri. Il ramo principale nasce dalla Scarpata del Niagara (Niagara Escarpment) a nord ovest di Toronto, nei pressi delle cittadine di Caledon, Adjala-Tosorontio e Mono. Il secondo ramo più importante, conosciuto come East Humber River, nasce dal lago St. George, nell' Oak Ridges Moraine, nei pressi di Richmond Hill. I due rami si uniscono a Woodbridge, località della città di Vaughan.
Dopo la confluenza il fiume prosegue il suo corso verso sud, attraversando Toronto (dove scorre tra i distretti di Etobicoke, North York, York e Old Toronto) e sfociando nel Lago Ontario.
Alla foce del fiume si trova il Humber Bay Arch Bridge, ponte ciclopedonale ad arco inaugurato nel 1994.